# La esperanza de una nueva vida
La esperanza de una nueva vida (en italiano Io sono Li) es una película italiana dirigida por Andrea Segre. Fue estrenada el 18 de abril de 2013. La película trata acerca de Shun Li (Tao Zhao) una emigrante china que vive en Roma y luego es trasladada a Chioggia Venecia donde conoce a un pescador del lugar llamado Bepi (Rade Šerbedžija) apodado "el poeta" con el que traba amistad.

## Trama
Shun Li es una trabajadora textil en Roma. Cuando intenta legalizar su situación para poder llevar a su hijo de 8 años es enviada a trabajar en un bar a Chioggia Venecia. Allí conoce a Bepi que es un pescador eslavo y un cliente habitual del bar. Entre ellos se establece una relación de amistad que se convierte en una escapada poética a la soledad